# Ólafs ríma Haraldssonar
Ólafs ríma Haraldssonar, "Olav Haraldssons rima", anses vara den äldsta bevarade isländska riman. Dikten skrevs av Einar Gilsson som var lagman för nord- och västlandet fram till 1369, vilket kan ha varit hans dödsår. Versmåttet är ferskeytt med fyrradiga strofer, allitteration och slutrim mellan varannan rad (1-3, 2-4). Som ett ålderdomligt drag brukar nämnas att riman helt saknar inledande mansöngr. Inte heller har den, vilket senare blev brukligt, någon "kapiteluppdelning" av innehållet i olika sånger. Riman har i allt 65 strofer, vilka berättar om slaget vid Stiklastad, kung Olav den heliges död och de mirakler och järtecken som inträffade efteråt och låg till grund för tron att kungen hade blivit ett helgon. Framställningen bygger helt på Snorre Sturlassons skildring av dessa händelser i Heimskringla.
Ólafs ríma Haraldssonar finns i Flateyjarbók (GKS 1005 fol.), vilket är den äldsta handskrift där någon rima har bevarats.